# Spoczynek bezwzględny
Spoczynek bezwzględny, spoczynek głęboki, spoczynek właściwy, spoczynek wrodzony, spoczynek prawdziwy – stan zahamowanej aktywności metabolicznej i wzrostowej spowodowany przez mechanizmy wewnętrzne organizmu.
W stan spoczynku może zapadać cała roślina lub jej poszczególne części takie jak pędy, pąki, bulwy, kłącza i nasiona.
Mechanizmem powodującym pozostawanie rośliny lub jej części w stanie spoczynku głębokiego może być regulacja hormonalna, może być to również powstawanie nasyconych żywicą łusek pąków, co prowadzi do ograniczenia procesów oddechowych. Analogicznie oddychanie tkanek nasion może być ograniczone grubą nieprzepuszczalną łupiną nasienną.
Nasiona w stanie spoczynku głębokiego mogą osiągnąć dojrzałość morfologiczną, lecz nie uzyskać gotowości fizjologicznej do kiełkowania. Nawet optymalne warunki środowiska zewnętrznego nie przerywają ich spoczynku. Jeśli wzrost ograniczony jest przez nieprzepuszczalną dla tlenu łupinę nasienną, nasiona rozpoczynają kiełkowanie dopiero po jej uszkodzeniu, skaryfikacji. W naturalnych warunkach łupina nasienna ulega uszkodzeniu wskutek działania mikroorganizmów i czynników mechanicznych. Kiełkowanie nasion może być także hamowane przez obecność inhibitorów takich jak kwas abscysynowy czy związki fenolowe. Do zmian usuwających spoczynek może być konieczny okres chłodu, chłodna stratyfikacja. Za spoczynek głęboki nasion może być również odpowiedzialna niedojrzałość morfologiczna. Ostatnia faza dojrzewania odbywa się przed kiełkowaniem w warunkach sprzyjających wzrostowi, ciepła stratyfikacja.